# Black Lightning (serie de televisión)
Black Lightning es una serie de televisión estadounidense que se transmite en The CW, basada en el personaje de DC Comics del mismo nombre. La serie fue creada Salim Akil, en el reparto principal están Cress Williams, China Anne McClain, Nafessa Williams, Christine Adams, James Remar, Damon Gupton, y Marvin "Krondon" Jones III. La serie sigue la vida de Jefferson Pierce / Black Lightning, un vigilante retirado que tiene que regresar a las andadas cuando secuestran a sus hijas, esto traerá consecuencias para él, su familia y toda la ciudad. El desarrollo de la serie comenzó en septiembre de 2016 cuando Fox ordenó la producción de un piloto para Black Lightning. En febrero de 2017, Fox decidió no continuar con la serie y The CW la seleccionó con un nuevo guion para el piloto. The CW ordenó oficialmente la serie en mayo de 2017. Black Lightning se estrenó el 16 de enero de 2018, para una temporada de 13 episodios.
El 2 de abril de 2018, se anunció la renovación de la serie para una segunda temporada, que se estrenó el 9 de octubre de 2018. El 31 de enero de 2019, The CW renovó la serie para una tercera temporada, que se estrenó el 7 de octubre de 2019. La cuarta y última temporada se estrenó el 8 de febrero de 2021 y concluyó el 24 de mayo del mismo año.

## Argumento
Jefferson Pierce, quien se retiró de ser el vigilante Black Lightning (Relámpago Negro en España) hace nueve años, después de ver los efectos que tuvo en su familia, se ve obligado a volver cuando la pandilla local Los 100 conduce a un aumento de la delincuencia y la corrupción en su comunidad.

## Elenco y personajes
- Cress Williams como Jefferson Pierce / Black Lightning
- China Anne McClain como Jennifer Pierce / Lightning
- Nafessa Williams como Anissa Pierce / Thunder
- Christine Adams como Lynn Stewart
- Marvin «Krondon» Jones III como Tobias Whale
- Damon Gupton como Billy Henderson (temporadas 1–3)
- James Remar como Peter Gambi / Peter Esposito
- Jordan Calloway como Khalil Payne / Painkiller (temporadas 2–4, recurrente: temporada 1)
- Chantal Thuy como Grace Choi (temporada 4, recurrente: temporadas 1–3)

## Episodios
| Temporada | Temporada | Episodios | Episodios | Emisión original     | Emisión original    | Puesto | Audiencia promedio (en millones) |
| Temporada | Temporada | Episodios | Episodios | Primera emisión      | Última emisión      | Puesto | Audiencia promedio (en millones) |
| --------- | --------- | --------- | --------- | -------------------- | ------------------- | ------ | -------------------------------- |
|           | 1         | 13        | 13        | 16 de enero de 2018  | 17 de abril de 2018 | 160    | 2,73                             |
|           | 2         | 16        | 16        | 9 de octubre de 2018 | 18 de marzo de 2019 | 179    | 1,44                             |
|           | 3         | 16        | 16        | 7 de octubre de 2019 | 9 de marzo de 2020  | 130    | 1,09                             |
|           | 4         | 13        | 13        | 8 de febrero de 2021 | 24 de mayo de 2021  | —      | —                                |

## Producción

### Desarrollo
En septiembre de 2016, después de pasar en varias etapas de desarrollo, Warner Bros. Television comenzó a buscar una cadena para Black Lightning. El proyecto estaba siendo desarrollado por Mara Brock Akil y su esposo, Salim Akil. Se asociaron con Greg Berlanti, quien estuvo detrás de varias propiedades de DC Comics para el estudio, y finalmente Fox acogió el proyecto dándole un compromiso para desarrollar un piloto. En febrero de 2017, Fox optó por no seguir adelante con el proyecto y afirmaron que "no encajaba bien en su ya abarrotado espacio de género dramático". Warner Bros. Television presentó el proyecto a otras cadenas, The CW ordenó oficialmente un piloto para Black Lightning. The CW también optó por descartar el guion piloto original, ya que había sido escrito para Fox. The CW ordenó oficialmente Black Lightning como serie el 10 de mayo de 2017.

### Formato
Salim Akil declaró que Black Lightning no seguiría el formato de villano semanal o policial, porque él quería "explorar los personajes, incluso los villanos".

### Casting

#### Temporada 1
A fines de febrero de 2017, Cress Williams fue elegido para interpretar a Jefferson Pierce/Black Lightning, un mes después seleccionaron a China Anne McClain y Nafessa Williams como sus hijas, Jennifer Pierce y Anissa Pierce, respectivamente, y Christine Adams fue elegida para interpretar a Lynn Pierce, la exesposa de Jefferson. En 2017, en San Diego Comic-Con International, se anunció que James Remar y Damon Gupton se habían unido al reparto como el amigo de Pierce, Peter Gambi, y el detective Henderson, respectivamente. El mes siguiente, Marvin "Krondon" Jones III fue elegido como Tobias Whale.
A finales de septiembre de 2017, Kyanna Simone Simpson fue elegida para el papel recurrente de Kiesha. En el mes siguiente, Edwina Findley se unió al elenco como Tori Whale, mientras que Chantal Thuy fue seleccionada para interpretar a Grace Choi. En enero de 2018, se reveló que Skye Marshall había sido elegida para interpretar a la Sra. Frowdy.

#### Temporada 2
El 21 de julio de 2018, se anunció que Jordan Calloway fue promovido al elenco principal. El 5 de septiembre de 2018, se anunció que Sofia Vassilieva se unió al elenco interpretando a una superheroína conocida como Looker. El 21 de septiembre de 2018, se anunció que Kearran Giovanni se unió al elenco recurrente.

### Diseño
El traje de Black Lightning fue diseñado por Laura Jean Shannon.

### Rodaje
El rodaje de la serie tiene lugar en Atlanta.

## Transmisión
Black Lightning comenzó a transmitirse en The CW el 16 de enero de 2018. En Netflix, el primer episodio de Black Lightning estuvo disponible a partir del 23 de enero de 2018, los episodios se suben los martes, estando disponible a una semana de su emisión original.

## Recepción

### Respuesta crítica
El sitio web Rotten Tomatoes le dio una calificación de aprobación del 100% con una calificación promedio de 8.43/10 basada en 42 críticas. El comunicado del sitio web dice:
"Black Lightning no reinventa la televisión de superhéroes, pero le da al género una sacudida necesaria con tramas del mundo real, nuevos villanos de miedo y una actuación espectacular de Cress Williams".
Metacritic, que usa un promedio ponderado, asignó un puntaje de 79 sobre 100 basado en 23 críticas, indicando "críticas generalmente favorables". Daniel Fienberg, en una crítica para The Hollywood Reporter, elogió la serie por ser "inteligente, relevante y llena de una actitud propia". La interpretación de Nafessa Williams como Anissa Pierce y Thunder ha recibido elogios por hacer historia en la televisión al presentar a la primera superheroína lesbiana negra.

### Audiencias
| Temporada | Horario (ET)                                     | Episodios | Primera emisión      | Primera emisión      | Última emisión      | Última emisión       | Ranking | Prom. de espectadores (millones) | Adultos de 18–49 años (promedio) |
| Temporada | Horario (ET)                                     | Episodios | Fecha                | Audiencia (millones) | Fecha               | Audiencia (millones) | Ranking | Prom. de espectadores (millones) | Adultos de 18–49 años (promedio) |
| --------- | ------------------------------------------------ | --------- | -------------------- | -------------------- | ------------------- | -------------------- | ------- | -------------------------------- | -------------------------------- |
| 1         | martes 9:00 p. m.                                | 13        | 16 de enero de 2018  | 2,31                 | 17 de abril de 2018 | 1,69                 | 160     | 2,73                             | 1,0                              |
| 2         | martes 9:00 p. m. (1–9) lunes 9:00 p. m. (10–16) | 16        | 9 de octubre de 2018 | 1,20                 | 18 de marzo de 2019 | 0,85                 | 179     | 1,44                             | 0,5                              |
| 3         | lunes 9:00 p. m.                                 | 16        | 7 de octubre de 2019 | 0,89                 | 9 de marzo de 2020  | 0,55                 | 130     | 1,09                             | 0,4                              |
| 4         | lunes 9:00 p. m.                                 | 13        | 8 de febrero de 2021 | 0,52                 | 24 de mayo de 2021  | 0,50                 | —       | —                                | —                                |

### Premios y nominaciones
| Año  | Premiación          | Categoría                                   | Nominado(s)      | Resultado | Ref.   |
| ---- | ------------------- | ------------------------------------------- | ---------------- | --------- | ------ |
| 2018 | Premios Saturn      | Mejor adaptación de superhéroe - Televisión | Black Lightning  | Nominado  | [ 56 ] |
| 2018 | Premios Teen Choice | Programa de televisión revelación           | Black Lightning  | Nominado  | [ 57 ] |
| 2018 | Premios Teen Choice | Estrella de televisión revelación           | Nafessa Williams | Nominada  | [ 57 ] |

## Conexión a Arrowverso
A pesar de haber sido transmitida por The CW y haber sido creada por Berlanti, Mark Pedowitz, presidente de The CW, dijo en mayo de 2017 que la serie "en este momento, no es parte del Arrowverso. Es una situación aparte." Berlanti había declarado anteriormente cuando la serie estaba en desarrollo en Fox que no se cruzaría con sus otras propiedades de televisión de DC Comics en The CW ni existiría en el Arrowverso. Sin embargo, Akil luego declaró que no estaban descartando eventuales crossovers. En agosto de 2017, Pedowitz agregó: "Si [los productores] quieren hacerlo, esa es su decisión. Tuvimos una larga discusión con el estudio, Mara, Salim y yo. Estábamos bien con que lo separen del Arrowverso, tienen un punto de vista diferente. Si terminan queriendo ir por ese camino, esa será su decisión."
Al discutir un posible crossover de Black Lightning con el Arrowverso en julio de 2019, Cress Williams reveló que "se ha hablado mucho, nada oficial, pero en este punto, no me sorprendería". En agosto, Williams confirmó que los personajes de Black Lightning aparecerían en el evento crossover Crisis on Infinite Earths.